# Stenorumia ablunata
Stenorumia ablunata är en fjärilsart som beskrevs av Achille Guenée 1858. Stenorumia ablunata ingår i släktet Stenorumia och familjen mätare. Inga underarter finns listade i Catalogue of Life.